# Wynwood Art District
Il Wynwood Art District è un distretto del quartiere Wynwood di Miami.

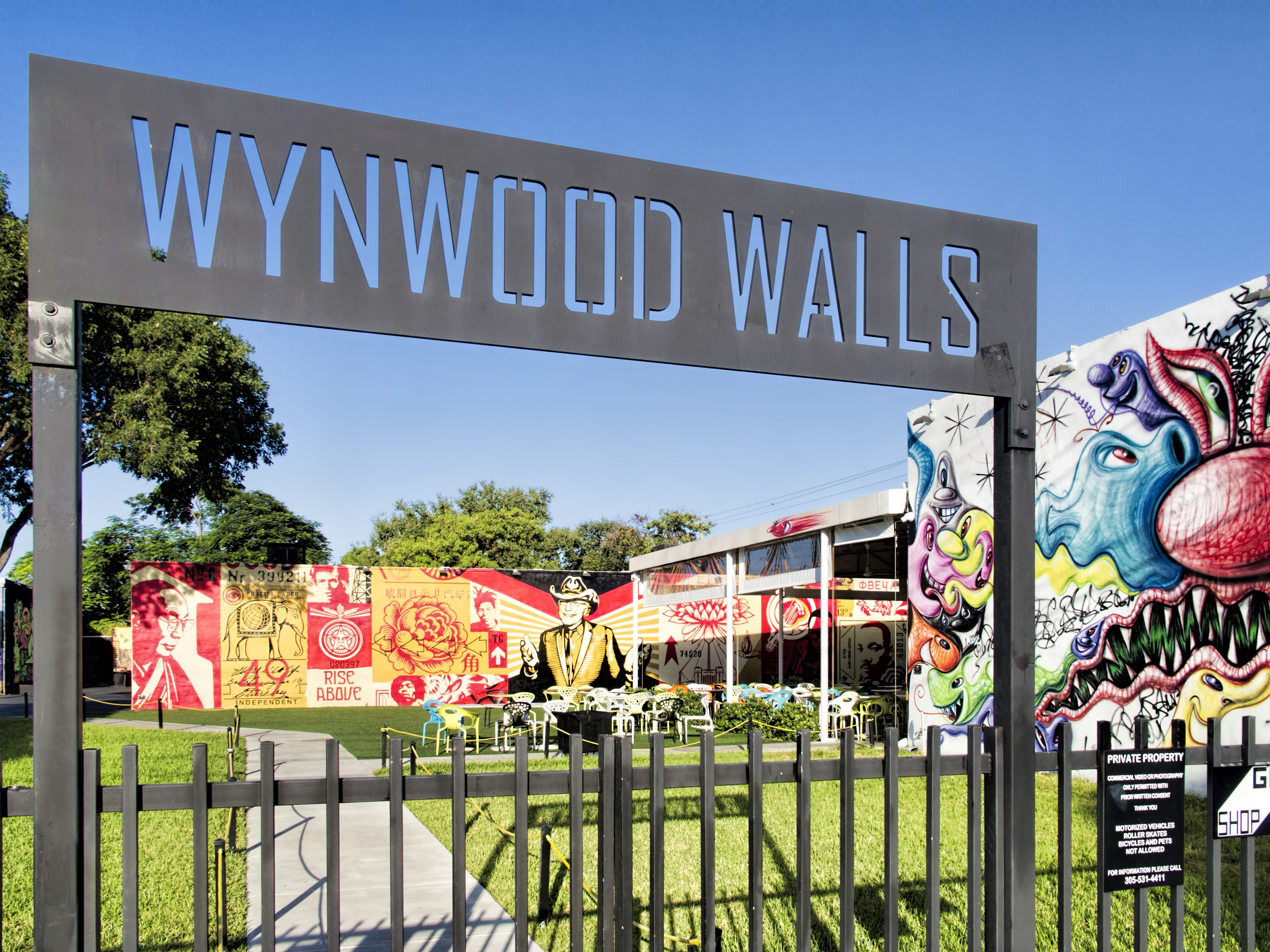
I "Wynwood Walls" nel Wynwood Arts District nel 2013

Il distretto è famoso perché ospita diverse gallerie d'arte, musei e collezioni e soprattutto per la sua arte di strada visto che vi si trova una delle più grandi installazioni di street art all'aperto del mondo.
La Wynwood Art District Association è stata fondata all'inizio del 2003 da un gruppo di mercanti d'arte, artisti e curatori tra cui era presente Mark Coetzee, che aveva già avviato un progetto simile a Città del Capo in Sudafrica.
Il quartiere ha prosperato grazie alla crescita di Art Basel Miami Beach ed era arrivato ad ospitare oltre 70 gallerie, 5 musei, 3 collezioni, 7 complessi d'arte, 12 studi e 5 fiere d'arte, oltre ai Wynwood Walls. Nel 2018 rimanevano però meno di dieci gallerie nel quartiere a causa della gentrificazione e dell'aumento degli affitti.
I Wynwood Walls sono stati creati nel 2009 da Tony Goldman nel tentativo di sviluppare il potenziale pedonale dell'area. Goldman ha acquistato il primo edificio a Wynwood nel 2004 e nel 2008 possedeva quasi due dozzine di proprietà su cui artisti da tutto il mondo hanno disegnato, ricevendo l'attenzione da parte di media come il New York Times e la BBC.